# Der Vetter aus Dingsda (1953)
Der Vetter aus Dingsda ist eine deutsche Filmkomödie von Karl Anton aus dem Jahr 1953. Sie beruht auf Motiven der Operette Der Vetter aus Dingsda.

## Handlung
Julia de Weert wird volljährig. Damit geht auch das Gestüt De Weert in ihren Besitz über, das bisher ihr Onkel Josef Kuhbrot verwaltet hat. Das Gestüt wurde zudem von der gesamten Familie als Erbengemeinschaft getragen. Nun ist die Familie auf dem Gestüt eingetroffen, um sich anlässlich Julias Volljährigkeit ihre Anteile auszahlen zu lassen. Zu diesem Zweck hat Josef den Juristen Egon Krumm mitgebracht. Er soll der Erbengemeinschaft beibringen, dass sie auf ihr Geld verzichten müssen: Julia de Weert hat keinerlei Vermögen und das Gut selbst ist mit einigen Schuldwechseln belastet, die sich auf 300.000 Mark belaufen. Wenn die Schulden nicht innerhalb von vier Wochen beglichen werden, muss das Gut verkauft werden. Das Geld wird Otto Bauke geschuldet, der bereits plant, nach einem Kauf das Gut in kleine Parzellen zu zerlegen. Julia jedoch hofft, das Gut halten zu können. Dies ist sie nicht zuletzt ihrem Cousin Roderich schuldig, der vor acht Jahren wegen verschiedener Eskapaden von der Familie nach Batavia verbannt wurde. Zwar hat er vor sechs Jahren geschrieben, doch ist er seither verschollen. Tante Wimpel hat nach ihm suchen lassen und nur erfahren, dass er in Batavia versumpft sei.
Anlässlich eines großen Erntedankfestes erscheint ein allen unbekannter Mann auf dem Hof, der sich als „Hans im Glück“ vorstellt und bald von allen nur Hans gerufen wird. Er siegt beim Schäferrennen auf dem Fest und wird mit der ebenfalls siegreichen Julia zum Schäferpaar gekrönt. Beide kommen sich näher und Julia stellt Hans kurzerhand als Verwalter des Gutes ein. Bald glaubt Julia, in Hans den ihr unbekannten Roderich vor sich zu haben, singt Hans doch unbeobachtet von seinen Erlebnissen in Batavia. Hans wiederum streitet nicht ab, Roderich zu sein. Onkel Josef plant unterdessen, das Gut in seine Hände zu kriegen. Er schickt seinen dauerstudierenden Sohn August auf das Gestüt. Der soll mit Julia zusammenkommen, um das Gestüt durch Heirat zu erhalten. August verliebt sich jedoch in Tante Wimpels Tochter Hannchen. Da Hannchen dem Familienwillen gemäß mit Egon Krumm zusammenkommen soll, tun sich Hans, Julia, Hannchen und August zusammen: Intern sind Hans und Julia sowie Hannchen und August ein Paar, tun jedoch für alle anderen so, als seien Julia und August zusammen. Hannchen will sich zudem offensiv um Egon bemühen. Es gelingt den Kindern, ihre Eltern zu täuschen. Tante Wimpel übergibt Hannchen daher ihre Anteile am Gestüt, während August die Anteile von seinem Onkel erhält.
Hans macht sich unterdessen auf, um das Gestüt für seine geliebte Julia vor dem finanziellen Ruin zu retten. Er trifft sich mit Baronin Irmgard von Ottenberg, seiner Schwester. Sie gibt ihm die 300.000 Mark sowie Gelder, um die Erbengemeinschaft auszuzahlen. Der Vertrag mit Otto Bauke wird gerade rechtzeitig geschlossen, bevor Onkel Josef die Verwandtenanteile aufkaufen kann. Vom Käufer der Anteile und der Wechsel wissen die Verwandten jedoch nichts. Als Egon Krumm erfährt, dass Roderich de Weert im teuersten Hotel der Stadt abgestiegen ist, ist er verwundert, gibt er sich doch als Stalljunge Hans aus. Er vermutet, dass Roderich in alte Muster verfallen ist und krumme Dinger gedreht hat, muss jedoch erkennen, dass der echte Roderich im Hotel nicht Hans ist. Bei einer Versammlung der Erben klärt sich alles auf. Zunächst glaubt Onkel Josef, er habe das Gut gekauft, muss aber erfahren, dass ihm ein anderer zuvorgekommen ist. Es erscheinen Irmgard von Ottenberg, die die Geldgeberin ist, und an ihrer Seite der echte Roderich. Julia reagiert verletzt, erkennt sie doch, dass sie in Hans die ganze Zeit jemand anderes vermutet hat. Sie eilt davon, ohne auf die Aufklärung der Maskerade zu warten. Irmgard sucht sie auf und gesteht ihr, dass Hans ihr Bruder ist. Er habe das Gut vor dem Ruin gerettet, weil er Julia liebt. Sie selbst wolle das Gut auch nicht für sich, sondern habe es nur gekauft, um ein bestimmtes Rassepferd zu erhalten. Am Abend findet eine große Feier statt, die Onkel Josef ausgerichtet hat. Er will auf der Feier die Hochzeit von Sohn August mit Julia bekanntgeben, doch kommt es anders. Julia vergibt Hans und beide heiraten. August wiederum hat sich zum Entsetzen von Tante Wimpel und Onkel August Hannchen als Frau gesucht. Beide Brautpaare stechen gemeinsam unter Onkel Josefs organisiertem Feuerwerk in See.

## Produktion

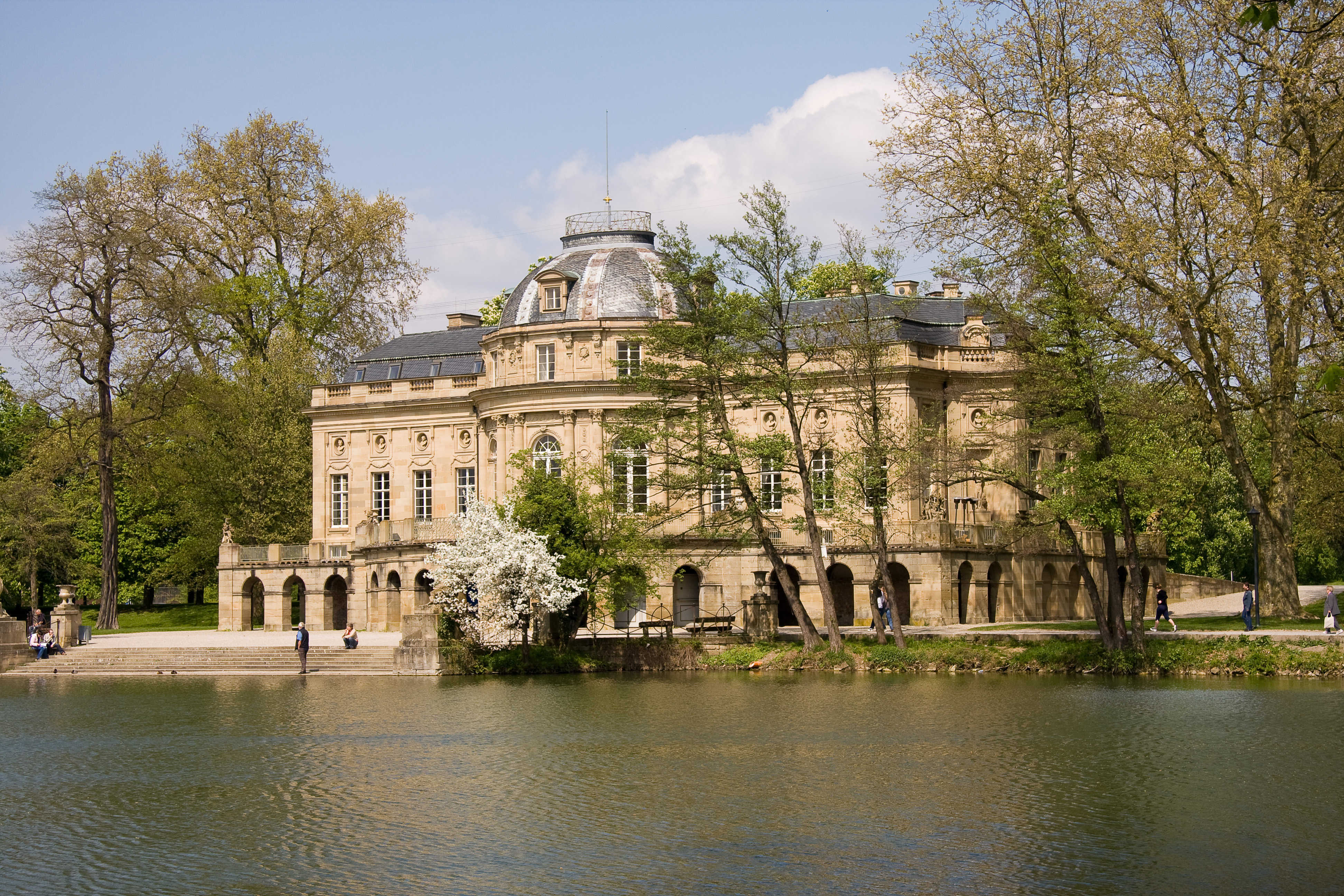
Schloss Monrepos, im Film das Gestüt de Weert

Der Vetter aus Dingsda wurde auf dem Seeschloss Monrepos bei Ludwigsburg sowie in Markgröningen, Tübingen, Bietigheim und Bad Urach gedreht. Die Innenaufnahmen fanden in den Filmstudios Wiesbaden und Berlin statt. Die Kostüme schufen Wolf Leder, Sinaida Rudow-Brosda und Kurt Märzke, die Bauten stammen von Erich Kettelhut und Max Vorwerg. Die Operettenstücke im Film wurde von Lieselotte Cloos, Delia Doris, Alessandro Conti sowie Hans Richter eingesungen. Es spielt das F.F.B.-Orchester. Der Film erlebte am 26. November 1953 im Stuttgarter Palast seine Uraufführung. Am 24. Februar 1963 war er auf der ARD und am 9. Mai 1988 auf DDR 1 erstmals im deutschen Fernsehen zu sehen.

## Kritik
Für den film-dienst war Der Vetter aus Dingsda eine „anspruchslos gestaltete Komödie mit den üblichen Versatzstücken des Heimatfilms. Gefällige, musikalisch aufmerksam arrangierte Unterhaltung.“